# Bjørn Myrbakken
Bjørn Myrbakken (* 15. August 1972 in Fannrem) ist ein ehemaliger norwegischer Skispringer.
Myrbakken begann seine Karriere 1991 im Skisprung-Continental-Cup. Nachdem er bereits in den ersten Springen seine Qualität unter Beweis stellen konnte, gab er am 13. März 1991 in Trondheim sein Debüt im Skisprung-Weltcup. Am 5. Dezember 1992 konnte er mit dem 15. Platz beim Springen im schwedischen Falun erstmals einen Weltcup-Punkt gewinnen. Zwei Wochen später stand er in Sapporo erstmals auf dem Podium und sprang auf den 3. Platz. Bei der Nordischen Skiweltmeisterschaft 1993 gewann er im Teamspringen gemeinsam mit Helge Brendryen, Øyvind Berg und Espen Bredesen die Goldmedaille. Zum Saisonende in Planica sprang er mit dem Team auf den 2. Platz und stand so zum ersten Mal mit der Mannschaft auf dem Podium bei einem Weltcup-Springen. Die Weltcup-Saison 1992/93 beendete er auf dem 10. Platz in der Weltcup-Gesamtwertung. Im Skiflug-Weltcup lag er am Ende der Saison ebenfalls auf dem 10. Platz.
Bei den Olympischen Winterspielen 1994 in Lillehammer sprang er auf der Normalschanze auf den 39. Platz. Nach den Spielen sprang er noch einmal beim Teamspringen in Lahti mit der Mannschaft auf den 3. Platz und damit aufs Podium. Im Anschluss daran blieb er jedoch eher glück- und erfolglos und beendete daraufhin nach der Weltcup-Saison 1994/95 seine aktive Skisprungkarriere.

## Erfolge

### Weltcup-Platzierungen
| Saison  | Platz | Punkte |
| ------- | ----- | ------ |
| 1992/93 | 10.   | 019    |
| 1993/94 | 29.   | 133    |
| 1994/95 | 51.   | 040    |